# Off-White
Off-White (stilizzato come Off-White™ o OFF-WHITE c/o VIRGIL ABLOH™) è un'azienda d'abbigliamento di lusso italiana, fondata dal creativo e designer statunitense Virgil Abloh a Milano nel 2012. 
Il 35% del brand appartiene a Marcelo Burlon. I simboli che contraddistinguono il brand sono delle croci intersecate chiamate "ARROWS", strisce bianche e nere chiamate "DIAGONALS" e lo stilizzare le parole mettendole tra virgolette. Il brand è stato fondato esattamente il 12/12/12.

## Storia
L'azienda è stata fondata come "PYREX VISION" da Virgil Abloh a Milano nel 2012. Questo nome è stato abbandonato dopo che Pyrex Vision è stata criticata quando si è scoperto che l'etichetta stava semplicemente stampando "PYREX 23" su Top di flanella da rugby Ralph Lauren, rivendendoli per un prezzo premium di $550. Inizialmente la politica era quella di arrangiarsi e massimizzare il budget, quindi venivano usati fondi di magazzino di felpe Champion e Ralph Lauren, rielaborate con lettering e dettagli semplicissimi. Abloh ha poi ribattezzato l'azienda come Off-White, che descrive come "l'area grigia tra il bianco e il nero come il colore bianco sporco" per il mondo della moda. Ha mostrato collezioni alle sfilate della settimana della moda di Parigi ed è venduto nei negozi al dettaglio di Hong Kong, Tokyo, Milano, Londra e New York. Le collaborazioni di Off-White non si fermano al mondo della moda, recentemente lo stilista Virgil Abloh ha lavorato a fianco del team creativo di Mercedes Benz per la personalizzazione degli interni della Classe G. Il restyle vuole essere estetico e risaltare la classicità, in un omaggio al mondo del fashion. Il modello è stato poi presentato l'8 settembre 2020 in diretta streaming.
Il Brand ha oltre 44 store flagship in 15 paesi.
Secondo Lyst, nel 3º trimestre del 2018, Off-White è stato il marchio più popolare del mondo, salito di 33 posizioni nel Lyst Index, guadagnando la vetta del podio davanti a Gucci e Balenciaga, rispettivamente al secondo e terzo posto. Nel 2019 Off-White si è posizionato come il brand più desiderato al mondo.
Nell'agosto 2019, José Neves, proprietario di Farfetch, ha acquistato New Guards Group, l'organizzazione madre di Off-White per $675 milioni.
Off-White è uno dei marchi presi maggiormente di mira dai resellers, persone che comprano i pezzi di abbigliamento per poi rivenderli a un prezzo più alto. La ragione di questo primato del brand è che il marchio produce spesso collezioni limitate.
Off White è stato uno dei primi brand a produrre face luxury masks, mascherine, già diverse stagioni prima dello scoppio della pandemia di covid-19. L'accessorio era già parte integrante delle collezioni del brand di moda, diventando sempre più popolare e conoscendo svariati sold out nell'arco del 2020.

### Il logo e le accuse di plagio
Nella sua breve storia Off-White è stata più volte accusata di plagio da parte di altri brands, a partire da Denim Paige che nel 2017 accusa il brand italiano di aver utilizzato le righe diagonali impropriamente, su etichette e dettagli, che il marchio di jeans ha sempre apposto sulle tasche delle sue creazioni. Poi è stata la volta del brand norvegese Helly Hansen, specializzato in abbigliamento sportivo, che ha contestato a Off-White l'utilizzo di strisce diagonali sul braccio di felpe e maglie, e soprattutto nel logo, che Helly Hansen dichiara di utilizzare da oltre trent'anni.. Il brand di Abloh è stato accusato in modo simile anche dall'aeroporto di Glasgow, il cui logo era molto simile, quasi identico alla versione di Off White che presentava le frecce inserite nel quadrato. Il logo scozzese era stato ideato dall'artista grafico Kinneir Calvert e registrato nel 1965.
Per questi motivi al debutto del Summer Season 2020 Off-White ha presentato un nuovo logo. Il nuovo logo ritrae un volto che sembra emergere e le due mani che collegano le scritte off e white sui lati, l'ispirazione è un uomo che sembra affondare ma riemerge, l'idea è infatti registrata come "the sinking man" e si contraddistingue da una forte estetica più grafica che minimal.

## Lo stile
Off-White è un brand che veste principalmente in stile Urban e streetwear, il brand è amatissimo tra i giovanissimi ed è stato indossato con entusiasmo da star del calibro di Cara Delevingne e Gigi e Bella Hadid. La filosofia del brand è strettamente legata alla cultura contemporanea e al Made in Italy, utilizzando solo materie prime prodotte in Italia ma con un gusto internazionale e molto giovane. Ciò nonostante lo stile rimane sofisticato e molto ricercato, con prodotti che si inseriscono nel panorama della moda artistica, con forme peculiari e riferimenti a mondi molto lontani della moda e dal sapore altamente underground, a partire dalle collaborazioni con svariati artisti moderni del panorama contemporaneo, come Heron Preston. Lo stile di Off-White è spesso definito "Caos Couture" o Punk Art. 
L'estetica di Off-white si rifà molto anche allo sportswear, proponendo capi di abbigliamento molto basici come felpe, magliette e tute. Le decorazioni sono per lo più ultra grafiche come lettering molto semplice, frecce, segnaletiche che ricordano il mondo dei cantieri e delle periferie. Ad esempio l'accessorio cult e più rappresentativo del brand è il calzino bianco.
Virgil Abloh ha sempre dichiarato di essere un appassionato di arte e di cultura pop e di creare ispirandosi a grandi artisti e designer, da Caravaggio a Martin Margiela ed Helmut Lang, ricercando una continua tensione e quel dettaglio che lo renda differente.

### Collaborazioni
Nel 2016 Off-White ha collaborato con la linea di Levi's Made & Crafted, realizzando 12 capi. All'inizio del 2017 ha collaborato con Nike in un progetto chiamato "The Ten", ossia una collezione di sneakers con i modelli di Air Jordan, Nike Air Max, Nike Air Force e Nike Blazer. I designer di Off-White e Nike hanno rivisitato le scarpe in stile anni Novanta, con varie fantasie e diversi tipi di materiale come plastica e tulle. Nel corso dello stesso anno il brand ha collaborato con Champion e con l'etichetta AWGE di ASAP Rocky. Nel corso del 2018, la compagnia ha lanciato una linea estiva in collaborazione con lo stilista malaysiano Jimmy Cho ispirato a Lady Diana, ex principessa del Galles.
Oltre ai capi d'abbigliamento, nel corso del 2018 Off-White ha stretto un accordo con la multinazionale svedese IKEA per la realizzazione di pezzi unici di arredamento destinati ai millennials e ha realizzato una valigia trasparente in edizione limitata in collaborazione con il brand Rimowa.

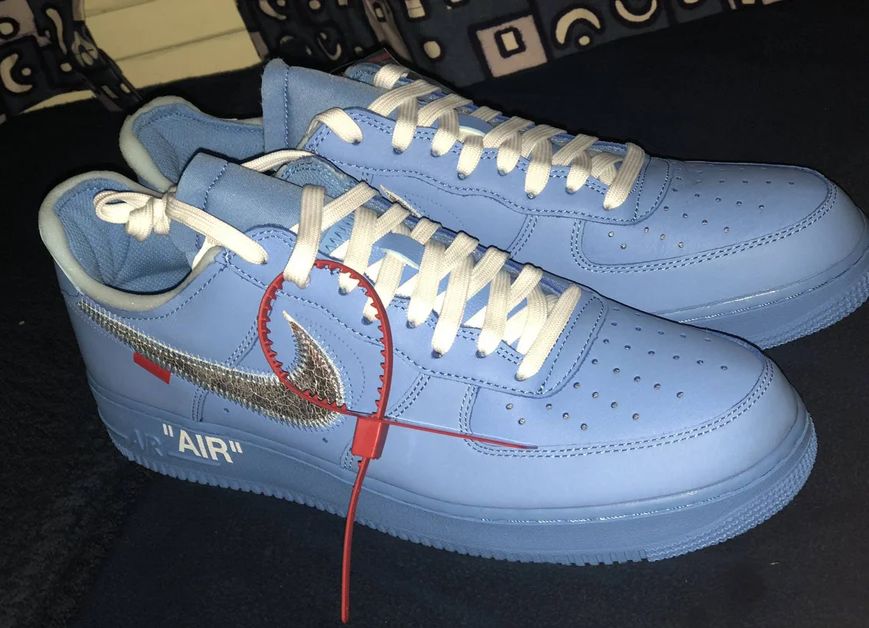
Nike Air Force One realizzate da Off-White in collaborazione con il Museum of Contemporary Art di Chicago.

Nel 2019 Off-White ha collaborato con il Museum of Contemporary Art di Chicago, per creare una nuova colorazione "University Blue" di Nike Air Force One da esporre all'interno del museo.